# Jake y el Gordo
Jake y el Gordo (título original: Jake and the Fatman) es una serie de televisión estadounidense dramática y criminal de 1987 a 1992. La serie fue producida por la CBS.  Tiene 5 temporadas y 103 episodios. 

## Argumento
McCabe, alias El Gordo, es un fiscal, que antes fue policía. Tiene un perro que se llama Max y le ayuda su asistente Derek Mitchell. Se encarga de casos importantes como robos, asesinatos, delitos de drogas, etc.. Para solucionarlos y coger a los criminales él recluta a Jake Styles como detective. Es un joven detective brillante y capaz que vive bien y a quien McCabe lo ve muchas veces como un hijo. 
Trabajan en Los Ángeles. Más tarde ellos se mudan a Hawái para luego volver otra vez a Los Ángeles.

## Reparto
- William Conrad - Fiscal del Distrito J. L. McCabe
- Joe Penny - Detective Jake Styles
- Alan Campbell - Asistente del fiscal del distrito Derek Mitchell

## Producción
Fred Silverman, inspirándose en sus éxitos como la adaptación de Perry Mason o Matlock, decidió hacer esta serie, ya que la fórmula de estas series era bien recibida para la audiencia. Para hacerla posible, él introdujo un episodio en Matlock que introdujese a los personajes de esta serie para luego crearla a partir de ese episodio.
Sin embargo la cadena NBC, que emitía Matlock no mostró ningún interés por producir esa secuela tras la emisión del piloto. Por ello, al final, Fred Silverman tuvo que vender la a la cadena CBS, que la acogió de forma encantada.
Al final de la primera temporada la CBS decidió continuar la serie en Hawái a causa de un convenio con el gobierno del lugar de tener siempre una serie, que está siendo rodada allí. Sin embargo Joe Penny no pudo adaptarse al nuevo ambiente, por lo que volvieron a Los Ángeles desde la cuarta temporada hasta el final.

## Recepción
La serie tuvo el éxito suficiente como para que se estrenase una secuela de ella en medio de la cuarta temporada llamada Diagnóstico  Asesinato de Dick van Dyke, aunque tuvo también un final poco espectacular al respecto.